# Èx-los-Bens
Èx-los-Bens (Arpità: Èx-los-Bens, Francès: Aix-les-Bains) és una població de la Savoia i administrativament un comú francès, situat al departament de la Savoia i a la regió d'Alvèrnia-Roine-Alps. És la segona de les viles termals franceses i hi ha el port recreatiu en aigua dolça més gran de França. El 2014 tenia 30.291 habitants.